# Baghdad (EP)
Baghdad —en español: Bagdad— fue un EP de 7" lanzado en 1991 por la banda estadounidense de punk rock The Offspring. Actualmente se encuentra fuera de impresión, pero vendió 3000 copias en la primera semana de su lanzamiento. Aunque Baghdad nunca fue reeditado en CD en su totalidad, dos de las canciones del EP fueron lanzadas más tarde en álbumes recompilatorios. "Hey Joe", apareció en Go Ahead Punk... Make My Day, publicado por Nitro Records en 1996, y en Happy Hour!, publicado por la banda en el 2010, mientras que "Baghdad" fue lanzada en el álbum recopilatoro Rock Against Bush, Vol. 1, publicado por Fat Wreck Chords en el 2004. La página web oficial de la banda no muestra a Baghdad en la discografía.

## Lista de canciones
| N.º                   | Título                             | Duración |  |
| 1.                    | «Get It Right»                     | 3:07     |  |
| 2.                    | «Hey Joe (Cover de Billy Roberts)» | 2:38     |  |
| 3.                    | «Baghdad»                          | 3:17     |  |
| 4.                    | «The Blurb»                        | 1:59     |  |
| Duración total: 11:01 |                                    |          |  |

## Créditos
- Dexter Holland - Vocalista, guitarra
- Noodles - Guitarra
- Greg K. - Bajo
- Ron Welty - Batería